# Crkva sv. Mihovila u Bisku
Crkva sv. Mihovila arkanđela s arheološkim nalazištem u selu Bisku, općina Trilj, zaštićeno kulturno dobro.

## Opis dobra
Vrijeme nastanka je od 16. do 18. stoljeća. Župna crkva sv. Mihovila u Bisku izgrađena je na groblju, a svoj je današnji oblik dobila 1753. godine proširenjem starije crkve koja se u izvorima spominje još krajem 16. stoljeća. Crkva je prostrana jednobrodna građevina s kvadratičnom apsidom na istoku i glavnim pročeljem prema zapadu, na kojem je jednostavan portal flankiran kvadratnim prozorima i dvije ploče s natpisima o gradnji 1753. i posvećenju crkve na hrvatskom jeziku 1769. godine od trogirskog biskupa Ivana Luke Garanjina (1722. – 1783.). U zabatu pročelje ja tordijelna preslica ukrašena plitkim cvjetnim ornamentom.

## Zaštita
Pod oznakom Z-4891 zavedena je kao nepokretno kulturno dobro - pojedinačno, pravna statusa zaštićena kulturnog dobra, klasificirano kao "sakralna graditeljska baština".